# 张改平
张改平（1960年12月26日—），男，河南内黄人，中国动物免疫学和免疫膜层析快速检测技术专家，河南省农业科学院副院长、河南农业大学校长、中国畜牧兽医学会理事、英国生物工程学会会员，河南省动物免疫重点实验室主任、博士研究生导师。

## 生平
1982年，获河南农业大学学士学位。1989年，获英国谢菲尔德大学硕士学位。1993年获英国哈特大学细胞与分子免疫学博士学位。1994年，于英国伦敦大学完成博士后研究工作。1996年，成为国务院政府特殊津贴专家。
2009年当选为中国工程院院士。曾任河南省农业科学院副院长。2013年9月25日，担任河南农业大学校长。2018年1月，当选第十三届全国政协委员。2021年4月因年龄卸任农大校长。
后任北京大学现代农学院教授。